# تطور الشيخوخة
تطور الشيخوخة أو تطور التقدم بالعمر يهدف التحقيق في تطور الشيخوخة إلى توضيح سبب انخفاض البقاء والنجاح الإنجابي وأداء جميع الكائنات الحية تقريبًا مع تقدمهم بالعمر. تشير الفرضيات الرائدة إلى أن الجمع بين الموارد المحدودة والأسباب البيئية يعين مستوى «أفضل» لإصلاح ما يتعلق بالضرر المتراكم على المستوى الجزيئي والخلوي مع مرور الوقت؛ وتُعرف هذه العملية باسم الصيانة الذاتية.

## النظريات والفرضيات

### البداية
كان أوغست وايزمان المسؤول عن تفسير وإضفاء الطابع الرسمي على آليات التطور الداروينية ضمن إطار عمل نظري معاصر. افترض وايزمان في عام 1889 أن الشيخوخة جزء من برنامج الحياة لإفساح المجال للجيل الجديد من أجل الحفاظ على التناوب الضروري لدورة حياة عملية التطور.
انخفض اعتماد الفكرة القائمة على أن صفة الشيخوخة (التقدم بالعمر) قد انتُقيت بسبب تأثيرها الضار بشكل واسع خلال جزء كبير من القرن العشرين؛ ولكن النموذج النظري يشير إلى أن الصفة الإيثارية للشيخوخة يمكن أن تتطور إذا كان هناك هجرة قليلة بين السكان.
تخلى وايزمان لاحقًا عن هذه النظرية، ثم تابع العمل على نظرية «الموت المبرمج».

### تراكم الطفرات
صاغ بيتر مدور في عام 1952 أول نظرية حديثة لشيخوخة الثدييات. تشكلت هذه النظرية في العقد السابق مع جون هولدين ومفهوم «ظل الاختيار» الخاص به. قامت نظريتهم على أن الشيخوخة مسألة إهمال، إذ إن الطبيعة مكان تنافسي للغاية. تموت جميع الحيوانات تقريبًا في البرية بسبب الحيوانات المفترسة أو الأمراض أو الحوادث، ما يقلل متوسط عمر الوفاة، لذلك ليس هناك الكثير من الأسباب التي تدفع الجسم ليظل لائقًا على المدى البعيد، لأن ضغط الانتقاء منخفض بالنسبة للسمات التي من شأنها الحفاظ على قابلية الحياة في الوقت الذي ماتت فيه معظم الحيوانات بكل حال.
يُشار إلى نظرية مدور بتراكم الطفرات. تعتمد هذه النظرية على فكرة حدوث طفرات إنتاشية عشوائية تضر بالصحة والقدرة على البقاء على قيد الحياة لاحقًا. بشكل عام، قد تحدث الشيخوخة من خلال تجميع الجينات الضارة؛ وهذا ما يشرح الأضرار الظاهرية الإجمالية التي نربطها بالشيخوخة.
كشف علم الوراثة الحديث عن مشكلة محتملة في مفهوم تراكم الطفرة مع معرفة الآلية التي تنظم الجينات.

### تعدد النمط الظاهري المضاد
انتُقدت نظرية مدور قبل أن يطورها جورج س. وليامز في عام 1957. لاحظ وليامز أنه يمكن للشيخوخة التسبب بالكثير من الوفيات حتى لو لم «تمُت الحيوانات بسبب تقدمها في السن». بدأ وليامز فرضيته بفكرة أن التقدم بالعمر يمكن أن يسبب الهرم في وقت مبكر بسبب الطبيعة التنافسية للحياة. بمعنى أنه حتى المقدار الضئيل من التقدم بالسن قد يكون قاتلًا. وبالتالي، فإن الانتقاء الطبيعي يراعي ذلك بالفعل والشيخوخة ليست بلا ثمن.
اقترح وليامز في النهاية فرضيته الخاصة التي تسمى بتعدد النمط الظاهري المضاد. تعدد النمط الظاهري، يعني وجود طفرة واحدة تسبب تأثيرات متعددة على النمط الظاهري للكائن. من ناحية أخرى، يتعامل تعدد النمط الظاهري المضاد مع جين واحد يخلق سِمتَين؛ إحداهما مفيدة والأخرى ضارة. يشير جوهر هذه النظرية إلى الجينات التي تقدم فوائد في وقت مبكر من الحياة، ولكن تتراكم تبعاتها السلبية لاحقًا.
على الرغم من أن نظرية تعدد النمط الظاهري هي النظرية السائدة في يومنا هذا، فهي نظرية افتراضية إلى حد كبير ولم يتم التحقق منها بشكل كاف. أظهرت الأبحاث أن هذه النظرية ليست صحيحة بالنسبة لجميع الجينات، وقد يُعتقد أن هذه الأبحاث تُعد تحققًا جزئيًا من النظرية، ولكنها تقلل من صحة الفرضية الأساسية التي مفادها أن: المقايضات الجينية هي السبب الجذري للشيخوخة.
في تجارب التكاثر، اختار مايكل ر. روز ذبابة الفاكهة لعمرها الطويل. توقع روز -استنادًا إلى تعدد النمط الظاهري المضاد- أن يؤدي هذا التعدد إلى تقليل خصوبة الذبابة بكل بالتأكيد. وجد أعضاء فريقه أنهم قادرون على تربية الذباب الذي عاش أكثر من ضعف عمر الذباب الذي بدؤوا به، وبشكل مفاجئ، فإن الذباب الطبيعي طويل العمر قد وضع بالفعل بيوضًا أكثر من الذباب قصير العمر. كانت هذه نكسة أخرى لنظرية تعدد النمط الظاهري، على الرغم من تأكيد روز أنها قد تكون أداة تجريبية نادرة.

### نظرية الجسد المتاح لمرة واحدة
اقترح توم كيركوود في عام 1977 النظرية السائدة الثالثة للشيخوخة، وهي نظرية الجسد المتاح لمرة واحدة؛ تنص النظرية على وجوب تخصيص الجسم لميزانية الطاقة المتاحة له. يستخدم الجسم الطاقة الغذائية من أجل عملية الاستقلاب والتكاثر والإصلاح والصيانة، ويجب على الجسم الوصول إلى حل وسطي عند توفر كميات محدودة من الطعام. تنص النظرية على أن هذا الحل الوسطي يدفع الجسم لإعادة تخصيص الطاقة لوظيفة الإصلاح التي تسبب تدهور الجسم تدريجيًا مع التقدم بالعمر.
يشير أحد التحذيرات المتعلقة بهذه النظرية إلى أن إعادة تخصيص الطاقة هذه تعتمد على الوقت بدلًا من الحد من الموارد. يركز هذا المفهوم على الضغط التطوري لإعادة التكاثر في فترة زمنية معينة يحددها كل من العمر والمكان البيئي. تتمثل الطريقة الناجحة لذلك في تخصيص الوقت والطاقة من أجل إصلاح الأضرار على المستوى الخلوي، ما يؤدي إلى تراكم الأضرار وانخفاض العمر بالنسبة للكائنات ذات فترة الحمل الأطول. ينبع هذا المفهوم من تحليل مقارن للاستقرار الجينومي في خلايا الثدييات.
تعتمد إحدى الحجج المعارضة على تأثير تحديد السعرات الحرارية، الذي أظهر زيادة في معدل الحياة. ولكن لم تثبت القيود الغذائية نجاحها في التكاثر طوال الحياة (اللياقة البدنية)، لأنه عندما يقل توافر الغذاء، يقل ناتج التكاثر أيضًا؛ لذلك، لا يرفض تأثير تحديد السعرات الحرارية نظرية الجسد المتاح لمرة واحدة بشكل كامل.

### نظرية تلف الحمض النووي
تفترض نظرية تلف الحمض النووي الخاصة بالشيخوخة أن تلف الحمض النووي موجود في كل مكان في العالم البيولوجي وهو السبب الرئيسي للشيخوخة؛ تستند النظرية إلى فكرة أن الشيخوخة تحدث بمرور الوقت بسبب تلف الحمض النووي. على سبيل المثال، أظهرت الدراسات التي أُجريت على دماغ وعضلات الثدييات أن قدرة إصلاح الحمض النووي مرتفعة نسبيًا خلال مرحلة النمو المبكرة عندما يكون انقسام الخلايا كبير، لكنها تتراجع بدرجة كبيرة مع دخول الخلايا بحالة ما بعد الانقسام الفتيلي (الخيطي).
يُعتبر تأثير «تقليل التعبير عن القدرة على إصلاح الحمض النووي» زيادة لتراكم تلف الحمض النووي؛ الأمر الذي يضعف نسخ الجينات ويسبب الفقدان التدريجي للوظائف الخلوية والأنسجة التي تحدد الشيخوخة.

### نظريات الصيانة المبرمجة
تشير بعض النظريات، مثل نظرية «الموت المبرمج» الخاصة بوايزمان، إلى أن التدهور والموت بسبب الشيخوخة هو نتيجة هادفة لتصميم الكائن الحي المتطور، ويشار إليها باسم نظريات الشيخوخة المبرمجة أو الشيخوخة التكيفية.
تشير نظرية الصيانة المبرمجة المستندة إلى التطورية إلى سيطرة «آلية تحكم مشتركة قادرة على استشعار الظروف مثل تحديد السعرات الحرارية» على آليات الإصلاح، وقد تكون مسؤولة أيضًا عن العمر الافتراضي في أنواع معينة. في هذه النظرية، تعتمد تقنيات البقاء على آليات التحكم بدلًا من آلية الصيانة الفردية، التي تراها في النظرية غير المبرمجة لشيخوخة الثدييات.
تنص النظرية غير المبرمجة لشيخوخة الثدييات على امتلاك الأنواع المختلفة قدراتٍ مختلفةً على الصيانة والإصلاح. تمتلك الأنواع الأطول عمرًا العديد من الآليات لتعويض الأضرار الناجمة عن بعض المسببات مثل التأكسد وتقاصر القسيمات الطرفية وغيرها من العمليات التدهورية.
الأنواع الأقصر عمرًا ممن ينضجون جنسيًا بعمر مبكر، يمتلكون حاجة أقل للعمر الطويل، وبالتالي لم تتطور أو تحتفظ بآليات الإصلاح الأكثر فعالية. لذلك يتراكم الضرر بسرعة أكبر. يبدو أنّه من المحتمل وجود العديد من وظائف الصيانة والإصلاح المختلفة نظرًا إلى وجود مجموعة متنوعة من مظاهر الشيخوخة التي يبدو أن لها أسباب مختلفة جدًا أيضًا.